# Regina Caeli

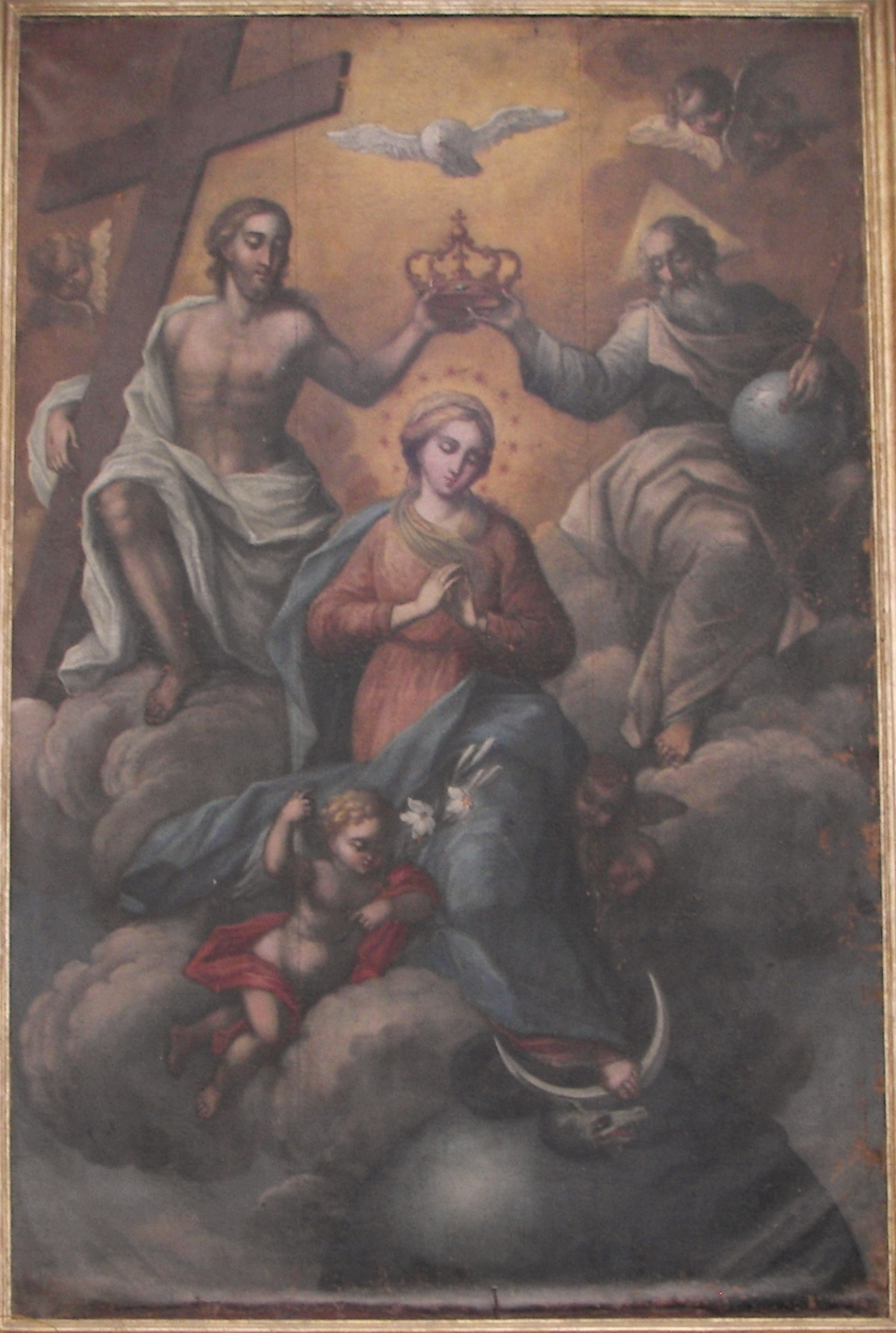
Maria SS. Incoronata Regina autore ignoto del XVIII, chiesa madre di Santa Maria di Licodia (CT)

Il Regina Caeli o Regina Coeli (in italiano: Regina del Cielo o Regina del Paradiso) è una preghiera cattolica in onore della beata Vergine Maria con cui i fedeli chiedono alla madre del Risorto di intercedere per loro presso Dio. 

## Descrizione
Il nome deriva dalle prime due parole del testo latino.
Nella sua forma originaria è composta di quattro brevi testi recitati a versetto e responsorio, che costituiscono una delle antifone mariane che si recitano o cantano nel Tempo di Pasqua al termine della compieta, la preghiera della Liturgia delle Ore prima del riposo notturno.
Questa gioiosa preghiera dal 1742 viene anche cantata o recitata, nel tempo pasquale, in sostituzione dell'Angelus «all'aurora, a mezzogiorno e al tramonto».
Oltre al Regina Coeli, le altre antifone mariane che la Chiesa cattolica recita sono l'Alma Redemptoris Mater, dai Primi Vespri della I Domenica di Avvento fino alla festa della Purificazione del 2 febbraio; e il Salve Regina, che è l'antifona durante il Tempo Ordinario, dalla Pentecoste all'inizio dell'Avvento.

## Composizione
La sua composizione risale al X secolo, ma l'autore è sconosciuto.
La Legenda Aurea vuole che papa Gregorio Magno (590-604), una mattina di Pasqua, mentre stava presiedendo una processione con preghiere alla Vergine Maria allo scopo di porre fine a una pestilenza a Roma, udì degli angeli cantare le prime tre righe del Regina Caeli, alla quale aggiunse la quarta. Secondo la Legenda, la preghiera sconfisse la peste.
Un'altra teoria afferma che l'autore sia papa Gregorio V (996-999).

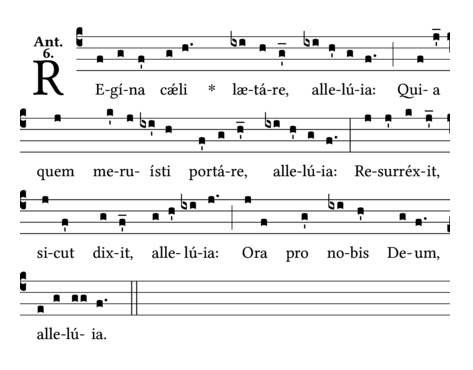
Canto gregoriano

La melodia in uso risale al XII secolo, ma è stata semplificata nel XVII.

## Utilizzo e testi
L'antifona trova la sua collocazione liturgica al Magnificat nei vespri del giorno di Pasqua e dell'ottava fin dal XII secolo. L'antifona si recita al mattino, mezzogiorno e alla sera, al pari dell'angelus, per consacrare la giornata a Dio e a Maria.
Attualmente è prescritta anche come antifona mariana al termine della compieta, la preghiera della Liturgia delle Ore prima del riposo notturno nel seguente testo ufficiale latino e italiano (in nota si riporta una traduzione letterale):
℟ Quia quem meruisti portare, alleluia.
℣ Resurrexit, sicut dixit, alleluia.
℟ Ora pro nobis Deum, alleluia.»
℟ Cristo, che hai portato nel grembo, alleluia,
℣ È risorto, come aveva promesso, alleluia.
℟ Prega il Signore per noi, alleluia.»
Inoltre, il Regina Caeli dal 1742 viene cantato o recitato, in sostituzione dell'Angelus, nel tempo pasquale (attualmente dalla domenica di Pasqua fino al giorno di Pentecoste) con l'aggiunta di un altro versetto e relativo responsorio, un'orazione, e, come nell'Angelus, tre Gloria, un Requiem e la benedizione, come segue:
| (LA) | (IT) |
| --- | --- |
| ℣ Regina caeli, laetare, alleluia. ℟ Quia quem meruisti portare, alleluia. ℣ Resurrexit, sicut dixit, alleluia. ℟ Ora pro nobis Deum, alleluia. ℣ Gaude et laetare, Virgo Maria, alleluia. ℟ Quia surrexit Dominus vere, alleluia. ℣ Oremus. Deus, qui per resurrectionem Filii tui Domini nostri Iesu Christi mundum laetificare dignatus es, praesta, quaesumus, ut per eius Genetricem Virginem Mariam perpetuae capiamus gaudia vitae. Per eundem Christum Dominum nostrum. ℟ Amen. ℣ Gloria Patri, et Filio, et Spiritui Sancto. ℟. Sicut erat in principio, et nunc, et semper, et in saecula saeculorum. Amen. ℣ Gloria Patri, et Filio, et Spiritui Sancto. ℟. Sicut erat in principio, et nunc, et semper, et in saecula saeculorum. Amen. ℣ Gloria Patri, et Filio, et Spiritui Sancto. ℟. Sicut erat in principio, et nunc, et semper, et in saecula saeculorum. Amen. ℣ Pro fidelibus defunctis: ℣ Rèquiem aetèrnam dona eis, Domine, ℟. et lux perpètua lùceat eis. ℣ Requiéscant in pace. ℟. Amen. | ℣ Regina del cielo, rallegrati, alleluia. ℟ Cristo che hai portato nel grembo, alleluia. ℣ È risorto, come aveva promesso, alleluia. ℟ Prega il Signore per noi, alleluia. ℣. Rallegrati, Vergine Maria, alleluia. ℟ Il Signore è veramente risorto, alleluia. ℣ Preghiamo. O Dio, che nella gloriosa risurrezione del tuo Figlio hai ridato la gioia al mondo intero, per intercessione di Maria Vergine, concedi a noi di godere la gioia della vita senza fine. Per Cristo nostro Signore. ℟ Amen. ℣ Gloria al Padre e al Figlio e allo Spirito Santo. ℟ com'era nel principio e ora e sempre nei secoli dei secoli. Amen. ℣ Gloria al Padre e al Figlio e allo Spirito Santo. ℟ com'era nel principio e ora e sempre nei secoli dei secoli. Amen. ℣ Gloria al Padre e al Figlio e allo Spirito Santo. ℟ com'era nel principio e ora e sempre nei secoli dei secoli. Amen. ℣ Per i fedeli defunti: ℣ L'eterno riposo dona a loro, o Signore ℟ e splenda ad essi la luce perpetua. ℣ Riposino in pace. ℟ Amen. |
| Conclusione | |
| Se chi presiede è un laico: | |
| ℣ Dóminus nos benedícat, ✠ et ab omni malo deféndat, et ad vitam perdúcat ætérnam. ℟. Amen. | ℣. Il Signore ci benedica, ✠ ci preservi da ogni male, e ci conduca alla vita eterna. ℟. Amen. |
| Se chi guida la preghiera è sacerdote o diacono può concludere dicendo: | |
| ℣ Benedícat vos omnípotens Deus, Pater et Fílius ✠ et Spíritus Sanctus. ℟. Amen. | ℣. Vi benedica Dio onnipotente, Padre e Figlio ✠ e Spirito Santo. ℟. Amen. |
| Se chi guida la preghiera è il papa o un vescovo: | |
| ℣. Sit nomen Domini benedictum. ℟. Ex hoc nunc et usque in sæculum. ℣. Adiutorium nostrum in nomine Domini. ℟. Qui fecit caelum et terram. ℣. Benedicat vos omnipotens Deus, Pater, et Filius, ✠ et Spiritus Sanctus. ℟. Amen. | ℣ Sia benedetto il nome del Signore. ℟ Ora e sempre. ℣ Il nostro aiuto è nel nome del Signore. ℟ Egli ha fatto cielo e terra. ℣ Vi benedica Dio onnipotente, Padre, e Figlio, ✠ e Spirito Santo. ℟ Amen. |

## Indulgenze

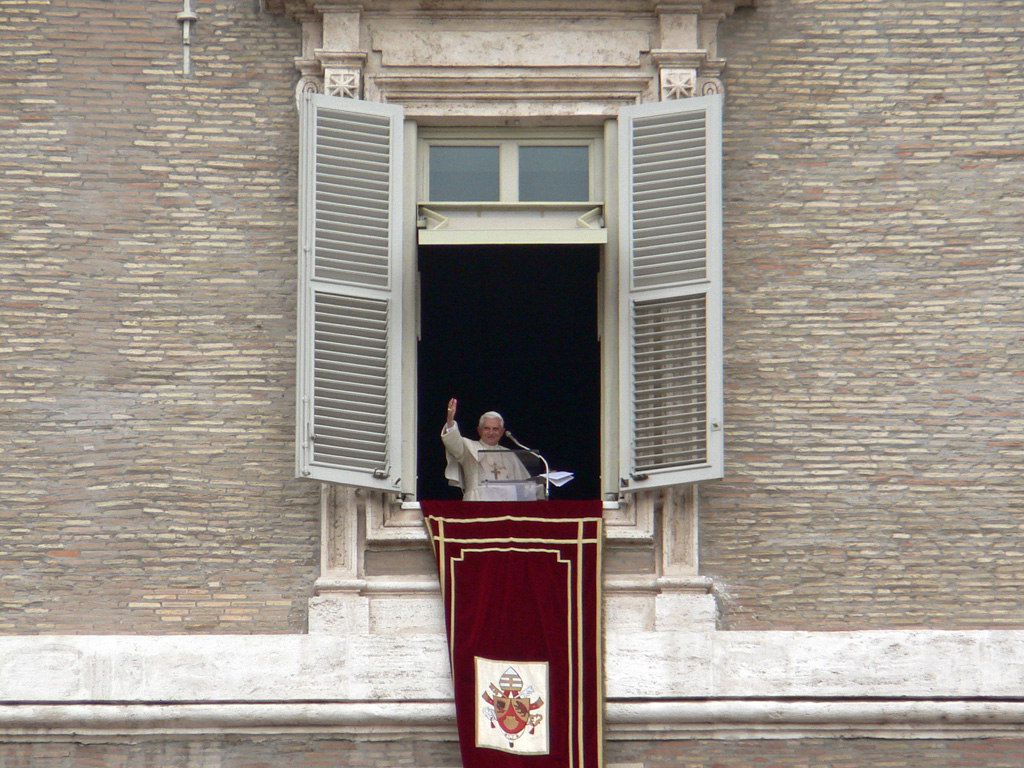
Benedetto XVI alla recita del Regina Caeli dalla finestra del Palazzo Apostolico

Benedetto XIV il 20 aprile 1742 stabilì che il Regina Caeli sostituisse l'Angelus in tutto il Tempo Pasquale, ordinò che si recitasse stando in piedi, e concesse le stesse indulgenze dell'Angelus, vale a dire quelle concesse da Benedetto XIII con indulto del 14 settembre 1724: indulgenza plenaria una volta al mese, in un giorno a scelta, a chi, confessato, contrito e comunicato, avesse recitato devotamente la preghiera al mattino, a mezzogiorno e alla sera, al suono della campana, e 100 giorni d'indulgenza allo stesso modo a chi l'avesse recitato negli altri giorni, con facoltà di non perdere l'indulgenza per chi avesse recitato l'Angelus non sapendo il Regina Caeli e successiva facoltà accordata il 5 dicembre 1727 ai religiosi occupati al suono della campana di recitare la preghiera in altro momento. Leone XIII (1878-1903) modificò, rendendole più facili, le condizioni per ottenere il dono dell'indulgenza. Fino alla riforma delle indulgenze attuata da papa Paolo VI nel 1967 era ancora concessa la stessa indulgenza.
L'Enchiridion Indulgentiarum attualmente include un'indulgenza parziale per i fedeli che recitano nel tempo pasquale il Regina Caeli nei tre momenti prescritti della giornata. Per ottenere il dono dell'indulgenza non è necessaria la recita dei Gloria e di quel che segue. La concessione è data per i testi approvati dalla Santa Sede, quindi è necessario che i testi in lingua volgare siano approvati dalle Conferenze episcopali e successivamente confermati della Congregazione per il Culto Divino e la Disciplina dei Sacramenti. Pertanto le traduzioni difformi non sono indulgenziate e possono essere eventualmente usate per la recita privata. Come per tutte le indulgenze, è necessario essere in stato di grazia; inoltre, l'indulgenza è applicabile a sé stessi o alle anime dei defunti, ma non è applicabile ad altre persone viventi sulla terra.

## Il Regina Caeli nella poesia
Dante, nel canto XXIII del Paradiso, descrive il coro dei diletti che si rivolgono alla Madonna con le parole del Regina Caeli:
tende le braccia, poi che 'l latte prese,
per l'animo che 'nfin di fuor s'infiamma;
ciascun di quei candori in sù si stese
con la sua cima, sì che l'alto affetto
ch'elli avieno a Maria mi fu palese.
Indi rimaser lì nel mio cospetto,
`Regina celi' cantando sì dolce,
che mai da me non si partì 'l diletto.»
(Dante Alighieri, Paradiso, c. XXIII, vv. 121-128.)